# 오스뷔시

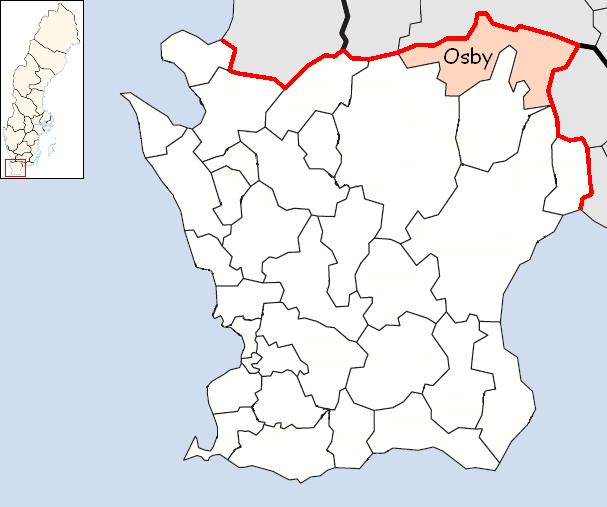
오스뷔 시의 위치

오스뷔시(스웨덴어: Osby kommun)는 스웨덴 스코네주에 위치한 지방 자치체로 행정 중심지는 오스뷔이며 면적은 599.84km2, 인구는 13,149명(2016년 12월 31일 기준), 인구 밀도는 22명/km2이다.

시 문장